# Fontaine-Bonneleau

Fontaine-Bonneleau este o comună în departamentul Oise, Franța. În 1 ianuarie 2022 avea o populație de 235 de locuitori.